# Einschätzung körperlicher Leistungsfähigkeiten bei arbeitsbezogenen Aktivitäten
Einschätzung körperlicher Leistungsfähigkeiten bei arbeitsbezogenen Aktivitäten (ELA) ist ein Assessmentinstrument zur Beurteilung der arbeitsbezogenen körperlichen Leistungsfähigkeit. Erhoben werden die typischen physischen Anforderungen der Arbeitswelt, wie beispielsweise das Heben und Tragen von Lasten oder das Stehen in vorgeneigter Haltung. Die erhobenen Fähigkeiten werden mit den Anforderungen am Arbeitsplatz verglichen („Jobmatch“ bzw. „Profilvergleich“). Aktuell findet das Verfahren insbesondere in der beruflich orientierten medizinischen Rehabilitation (z. B. MBOR) Anwendung.

## Verfahren

Simulation konkreter beruflicher Anforderungen in ELA

ELA gehört zu der Gruppe der sogenannten Functional Capacity Evaluation-Verfahren (FCE). Es besteht aus 24 Aktivitätstests aus den Bereichen Körperhaltung (z. B. Stehen, Knien, Hocken), Körperfortbewegung (z. B. Gehen, Klettern, Kriechen), Körperteilbewegung (z. B. Kniebeugen, Bücken und Aufrichten) sowie komplexe Merkmale (z. B. Heben, Schieben und Ziehen, Feinmotorik). Angestrebt wird eine möglichst realitätsnahe Simulation konkreter beruflicher Anforderungen bei Einhaltung FCE-spezifischer Teststandards. Das Verfahren ist modular konzipiert; einzelne Aktivitätstests können angepasst an die individuelle Beanspruchungssituation der Testperson ausgewählt werden.
ELA ist als FCE-Verfahren sowohl für die arbeitsplatzbezogene muskuloskeletale Rehabilitation (ABMR; seitens der DGUV) sowie für die Medizinisch-beruflich orientierte Rehabilitation (MBOR; seitens der DRV) zugelassen.

## Theoretische Grundlage
Die theoretische Grundlage von ELA bilden das Profilsvergleichs- und Dokumentationsverfahren IMBA (Integration von Menschen mit Behinderung in Arbeit) sowie das DOT-Konstrukt der arbeitsbezogenen Leistungsfähigkeit.